# Vicente Yáñez Pinzón (1891)
Vicente Yáñez Pinzón – hiszpańska kanonierka torpedowa z końca XIX wieku, jedna z sześciu zbudowanych jednostek typu Temerario. Okręt został zwodowany w 1891 roku w stoczni Arsenal de La Graña w Ferrol i wszedł w skład hiszpańskiej marynarki wojennej w 1894 roku. Kanonierka wzięła udział w wojnie amerykańsko-hiszpańskiej, operując na wodach Kuby. Jednostka została wycofana ze służby w 1914 roku.

## Projekt i budowa
„Vicente Yáñez Pinzón” został zamówiony i zbudowany w krajowej stoczni Arsenal de La Graña w Ferrol. Projekt zakładał powstanie jednostki o stalowym kadłubie, jednym kominie i dwóch masztach. Kanonierka została zwodowana w 1891 roku .

## Dane taktyczno-techniczne
Okręt był kanonierką torpedową o długości między pionami 58 metrów, szerokości 6,73 metra i maksymalnym zanurzeniu 3,16 metra . Wyporność normalna wynosiła 562 tony, a pełna 630 ton . Siłownię jednostki stanowiły dwie pionowe maszyny parowe potrójnego rozprężania o łącznej mocy 2600 KM, do których parę dostarczały cztery kotły: dwa lokomotywowe i dwa cylindryczne . Prędkość maksymalna napędzanego dwiema śrubami okrętu wynosiła 19 węzłów . Okręt zabierał standardowo zapas 106 ton węgla, a maksymalnie mógł pomieścić 130 ton tego paliwa. Zasięg wynosił 3400 Mm przy prędkości 10 węzłów .
Na uzbrojenie artyleryjskie okrętu składały się dwa pojedyncze działa kalibru 120 mm Hontoria M1883 L/35, cztery pojedyncze działa 6-funtowe kal. 57 mm Nordenfelt L/45 i kartaczownica Nordenfelta kal. 25,4 mm (1 cal) L/40 . Broń torpedową stanowiły dwie pojedyncze wyrzutnie kal. 356 mm (14 cali), z zapasem sześciu torped .
„Vicente Yáñez Pinzón” miał pancerz pokładowy o grubości 12,7 mm (½ cala), chroniący pomieszczenia maszynowni i kotłów .
Załoga okrętu składała się z 91 oficerów, podoficerów i marynarzy .

## Służba
„Vicente Yáñez Pinzón” został przyjęty w skład Armada Española w 1894 roku . Nazwa jednostki upamiętniała hiszpańskiego żeglarza i podróżnika, Vicente’a Yáñeza Pinzóna. W momencie wybuchu wojny amerykańsko-hiszpańskiej jednostka stacjonowała w Hawanie. Okręt wycofano ze służby w 1914 roku .